# Onze-Lieve-Vrouw Koningin van de Vredekerk (Kessel)

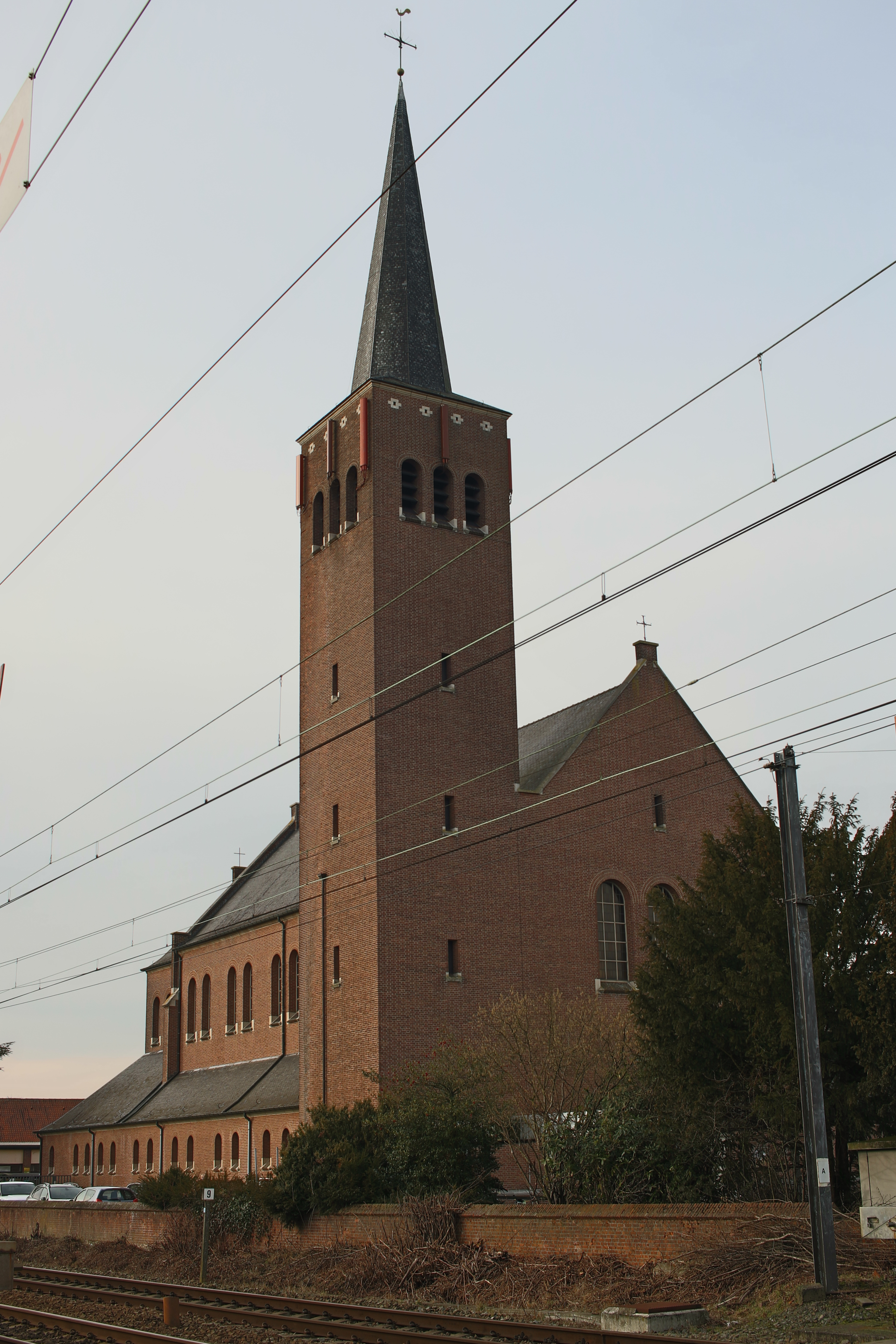
Onze-Lieve-Vrouw Koningin van de Vredekerk

De Onze-Lieve-Vrouw Koningin van de Vredekerk is de parochiekerk voor de woonkern Kessel Station van de tot de Antwerpse gemeente Nijlen behorende plaats Kessel, gelegen aan de Emblemsesteenweg.
De parochie werd opgericht in 1943 en een kerk werd gebouwd in 1955-1956. Het is een naar het westen georiënteerde bakstenen basilicale kerk met een vlakopgaande zuidwesttoren en een vlak afgesloten koor. De vensters zijn rondbogig evenals het ingangsportaal dat geschraagd wordt door twee zware natuurstenen zuilen met teerlingkapitelen.
Het interieur heeft een vlak houten plafond en de kerk bezit een eikenhouten orgelkast uit de 2e helft van de 18e eeuw.